# フランクリン・ブース
フランクリン・ブース (英：Franklin Booth、1874年7月8日 - 1948年8月25日) はアメリカ合衆国のイラストレーター、グラフィックデザイナー。ペンとインクを使って木口木版のテクスチャを忠実に再現する精巧な技術と、アール・デコ風でスケールの大きな構図と世界観は20世紀初頭のアメリカで人気を得た。
ブースはペン画のほか、水彩画も残した。商業デザインの分野でも活躍し、第一次世界大戦中には戦時公債の募金活動ポスターを作成した。教育者としてもフェニックス美術研究所を設立し、後進の指導にあたっている。1983年にブースはアメリカ・イラストレーター協会の殿堂入りを果たした。

## 生い立ち
フランクリン・ブースは1874年に生まれ、インディアナ州・カーメル近郊の農場で育った。彼の両親、ジョン・トーマス・ブースとスーザン・ライトには8人の子供がおり、第3子のブースはウェストフィールドのクエーカー・アカデミーに通った。

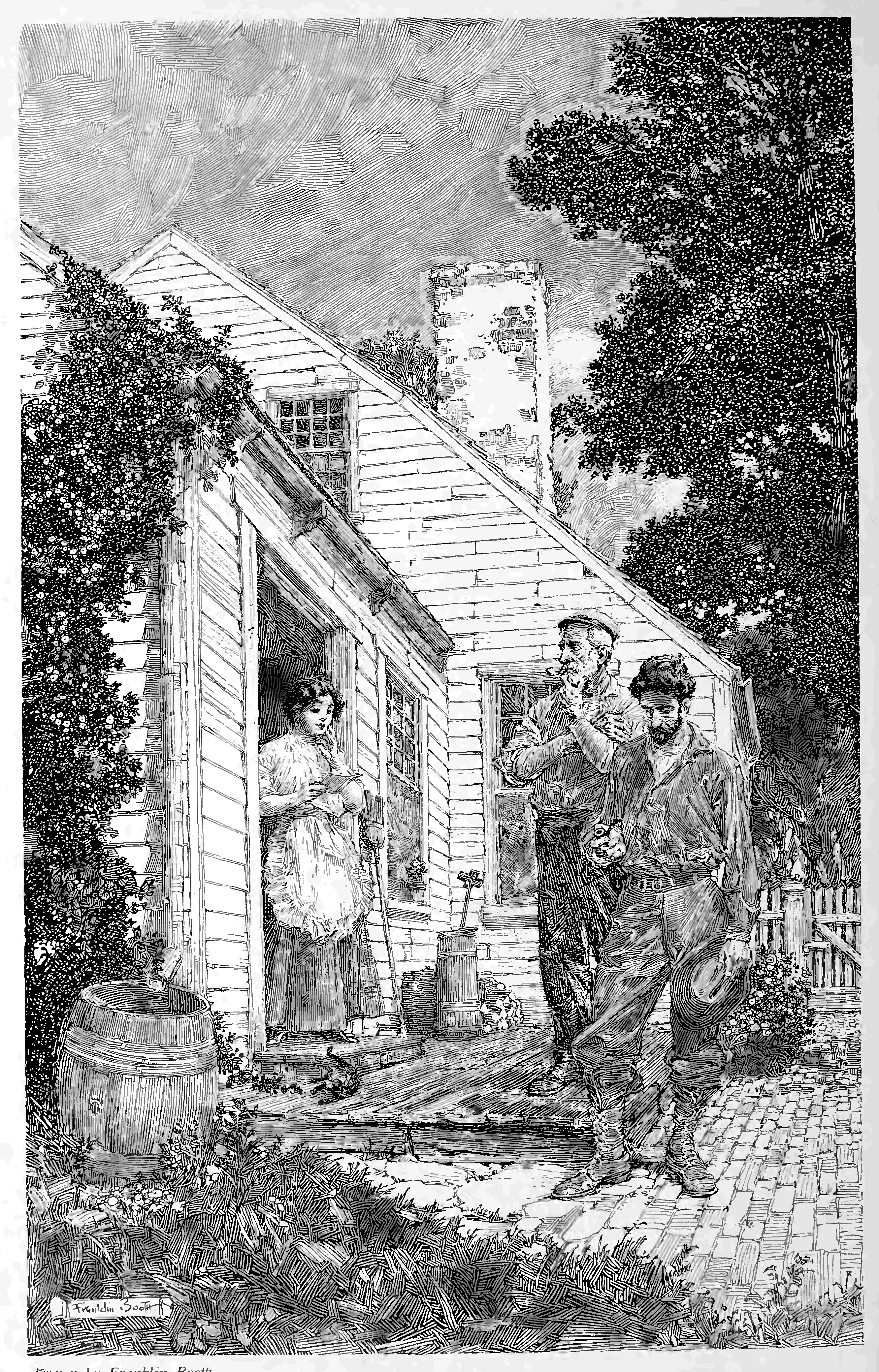
ハーパーズ・マガジンより (1912年)

ブースは少年のころから芸術家をこころざし、チャールズ・スクリブナーズ・サンズや、ハーパーズ・マガジンなどの雑誌でイラストを研究した。ブースの並みはずれた技術は、彼がペンとインクで描いたものだと思い込んでいた雑誌のイラストを注意深く複製することで習得した。実際、その雑誌のイラストはペン画ではなく木口木版画だったが、結果的にブースは何千もの描線で構成される描画の技法を編み出し、線を注意深く配置して濃淡や陰影の変化を与えることができた。ブースの芸術の特色は、小さな人物の上に覆いかぶさるような大きな建造物や森林、装飾的な巻物や古風な手書き文字、節くれだった木々などのスケールの大きな世界観にあった。
ブースはアカデミック美術に関連して、このように語ったことがある。
わたしは学校をある程度信じているが、芸術の知識は誰かに依るものではなく、芸術を渇望する者にあまねく与えられるものだと思う。
ブースはインディアナ州に住んでいた時、美術の通信教育を受講し、シカゴ美術館附属美術大学と、アート・スチューデンツ・リーグ・オブ・ニューヨークでそれぞれ3か月間学んだ。

## キャリア

メレディス・ニコルソンの蔵書票 (1910年)

ブースは練達した技術と特異なスタイルにより人気イラストレーターとなった。彼は大手雑誌の編集者からアメリカでもっとも優れたペンとインクの達人であると見なされた。 描画は骨の折れる作業であったにもかかわらず、ブースの作品はスケールの大きさを特徴としており、編集部からのキャッチコピーやレイアウトの注文にもよくマッチした。ブースのアール・デコ風のイラストに見られるクリアーで滑らかな連続した線は人気が高く、晩年の作品は商業出版物やカタログなどに見られるようになった。
初めて公刊されたブースのイラストは彼自身の詩のために描かれたもので、インディアナポリス・ニュースに掲載されたあと、同社で1899年から1904年にかけて仕事をし、その後ローマ、パリ、スペインを旅した。1904年または1905年からデイリー・ニューズに勤め、イラストレーターとしてボストンとワシントンの新聞社でも短期間働いた。ブースは銅版を使ってニコルソン・プレート（挿図参照）を製作し、アメリカ初の近代的な蔵書票デザイナーの1人となった。彼はインディアナ州立図書館のための蔵書票をデザインした。
ブースのイラストはチャールズ・スクリブナーズ・サンズ、グッド・ハウスキーピング、コリアーズ、ハーパーズ・マガジン、サタデー・イブニング・ポストなどの大衆紙誌に掲載された。1914年、彼はアメリカン・マガジンに掲載された、ジェームズ・オッペンハイムの短篇小説に挿絵を描いた。
一方、商業デザインの分野においても、ブースはロールス・ロイス、ホイットマンズ、ブローバ、ゼネラル・エレクトリック、プロクター・アンド・ギャンブル、パラマウント・ピクチャーズ、エステー・オルガンなどの広告アートを製作し、ビクター - ビクトローラのレコードジャケットも描いた。

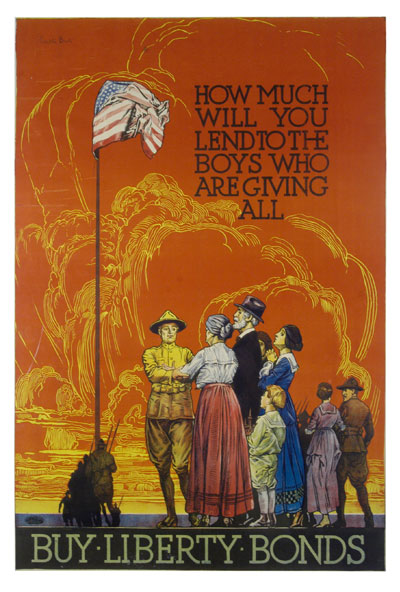
戦時公債ポスター (1914-18年)

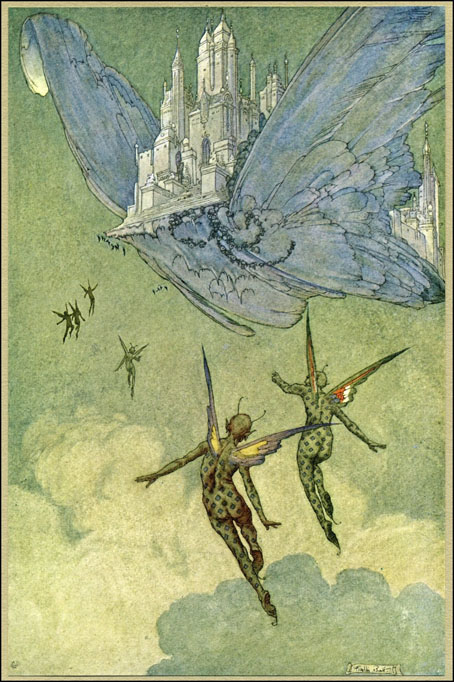
ライリー『夜空を飛ぶ島』より (1913年)

第一次世界大戦が勃発すると、ブースは赤十字で働き、フランスとベルギーで戦死したアメリカ兵の募集ポスター、アメリカ戦時公債、ブックレット、死亡証明書などを描いた。また、ブースは詩人のジェイムズ・ホイットコム・ライリーの著作『夜空を飛ぶ島』(1913年) の挿絵を担当し、いくつかの絵を水彩で描いた。この絵にはブースの開放的な構図と古典的な様式が見られ、彼のいつものトーンとは異なる柔らかな風合いに富んでいる。また、「フージャー・ホリデイ」(1916年) という本は、ブースが作家のセオドア・ドライサーとともにニューヨークからライリーの故郷のテレホートまで、2週間の自動車旅行をしたときの記録であるが、その中にはブースが車窓から眺めた30点以上の木炭スケッチが含まれている。これは自動車旅行について書かれた史上初の本となった。他にはマーク・トウェインの「王子と乞食」(1917年)、メレディス・ニコルソンの『詩人』、ハーバード・クラシクスなどに挿絵を描いた。
ブースは1925年にフェニックス美術研究所を共同で設立し、21年間教職に就いた。同年、自身の作品集である "Sixty Reproductions from Original Drawings" が出版され、ブースは1934年から翌年にかけて、美術季刊誌にイラストに関する記事を投稿した。

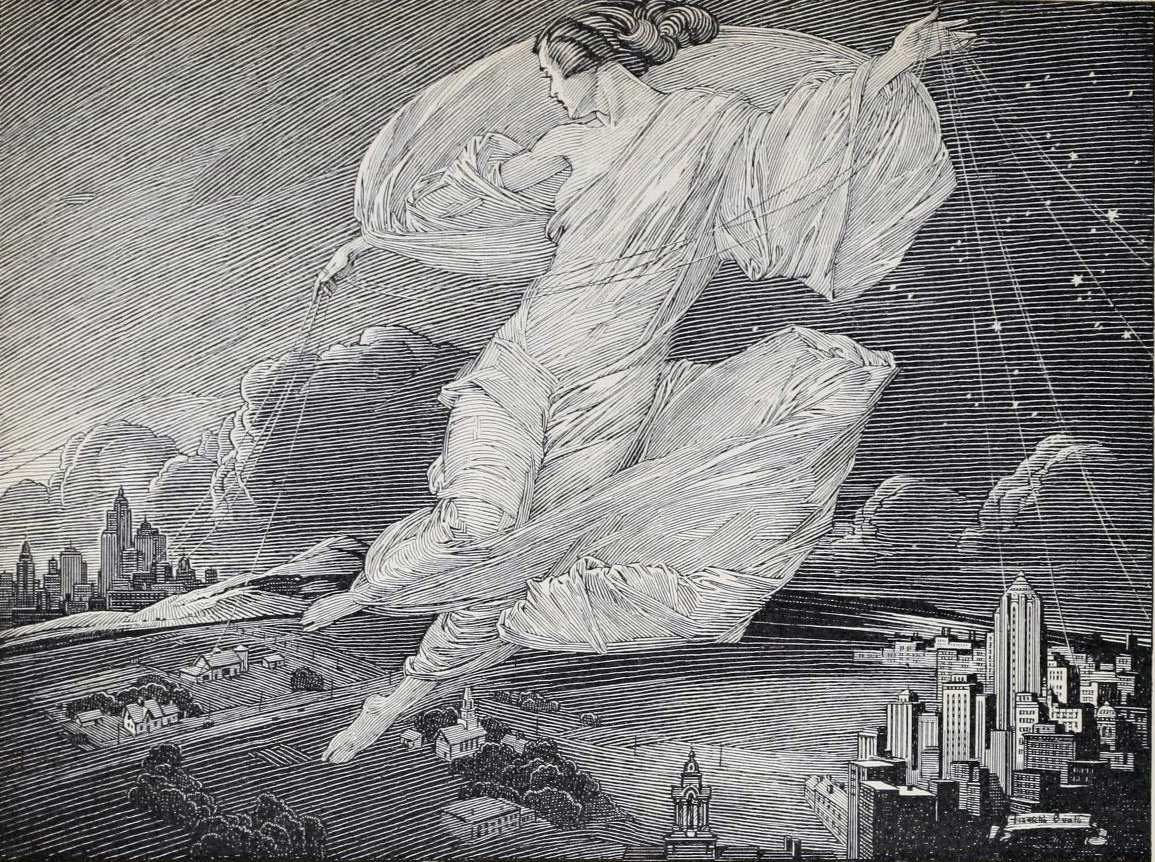
大陸横断電話サービス25周年記念 (1940年)

ブースのその後の仕事には、1940年までに発行された電話年鑑のイラストや、アトランティック・テレフォン＆テレグラフ・カンパニーの大陸横断電話サービス25周年記念イラストがある。
さらに、ブースは博物画も描いている。それは1941年に全米野生生物連盟が発行した野生生物シリーズ切手のためにアラゲハンゴンソウやハコガメなどを描いたもので、工業デザインの分野でも、レイノルズ・グループ・ホールディングスの前身であるレイノルズ・メタル・カンパニーに協力している。

## 私生活
プライベートでは生まれ故郷のカーメルのほか、ニューロシェルに短期間住んだが、この地は芸術家のコロニーとして知られており、住民にはノーマン・ロックウェルのような著名人もいた。ブースはその後ニューヨーク57番街のアトリエに移転し、インディアナ州で夏を過ごし、詩人のジェイムス・ホイットコム・ライリーと親交を結んだ。ブースは社会主義とクリスチャン・サイエンスを支持し、1923年にはモデルを務めていたベアトリス・ウィットマックと結婚した。1946年、ブースは脳卒中を発症し、1948年8月25日にニューヨークの彼のアトリエで死去した。ブースの遺灰はカーメルにある両親の墓石の上に撒かれた。

## 遺産
2001年2月、アメリカ合衆国郵便公社は、フランクリン・ブースのヘッダを用いて20名のアメリカ人イラストレーターの記念切手を発行した。ブースの評伝にはジョン・フレスクスの「フランクリン・ブース：ペン画家」（2002年）や、、マヌエル・オードの「フランクリン・ブース, アメリカン・イラストレーター」（2006年）などがある。

## 評価

グッド・ハウスキーピング (1918年)より

わたしは以前からフランクリン・ブースの作品の美しさを賞賛していて、彼をアメリカのイラスト界の最高かつ代表的な人物だと考えています。—ノーマン・ロックウェル
ブースのペンとインクには、古いタペストリーのような豊かさと刺激的な想像力が込められている。—ジェームズ・モンゴメリー・フラッグ
わたしは、ブースの高貴なペン画の前では魅了されるあまり、いつも立ち尽くしていました。わたしは今日到達できないほどの高い基準を設けたハワード・パイル、エドウィン・オースティン・アビー、フレデリック・レミントン、（ギブソン・ガールで知られる）チャールズ・ダナ・ギブソンなどの巨人がいたアメリカン・イラストレーション黄金時代を思い出します。ブースは彼らに伍して高い地位を獲得しました。—ディーン・コーンウェル
わたしは今でも、フランクリン・ブースのようなペン画が描きたいと思っています。すぐに成功を願う今の学生たちは、トレーニングのために彼のイラストを何枚か模写する必要があります。わたしはただ好きだからやっていました。—ミルトン・キャニフ

## ギャラリー

エステー・オルガンの広告
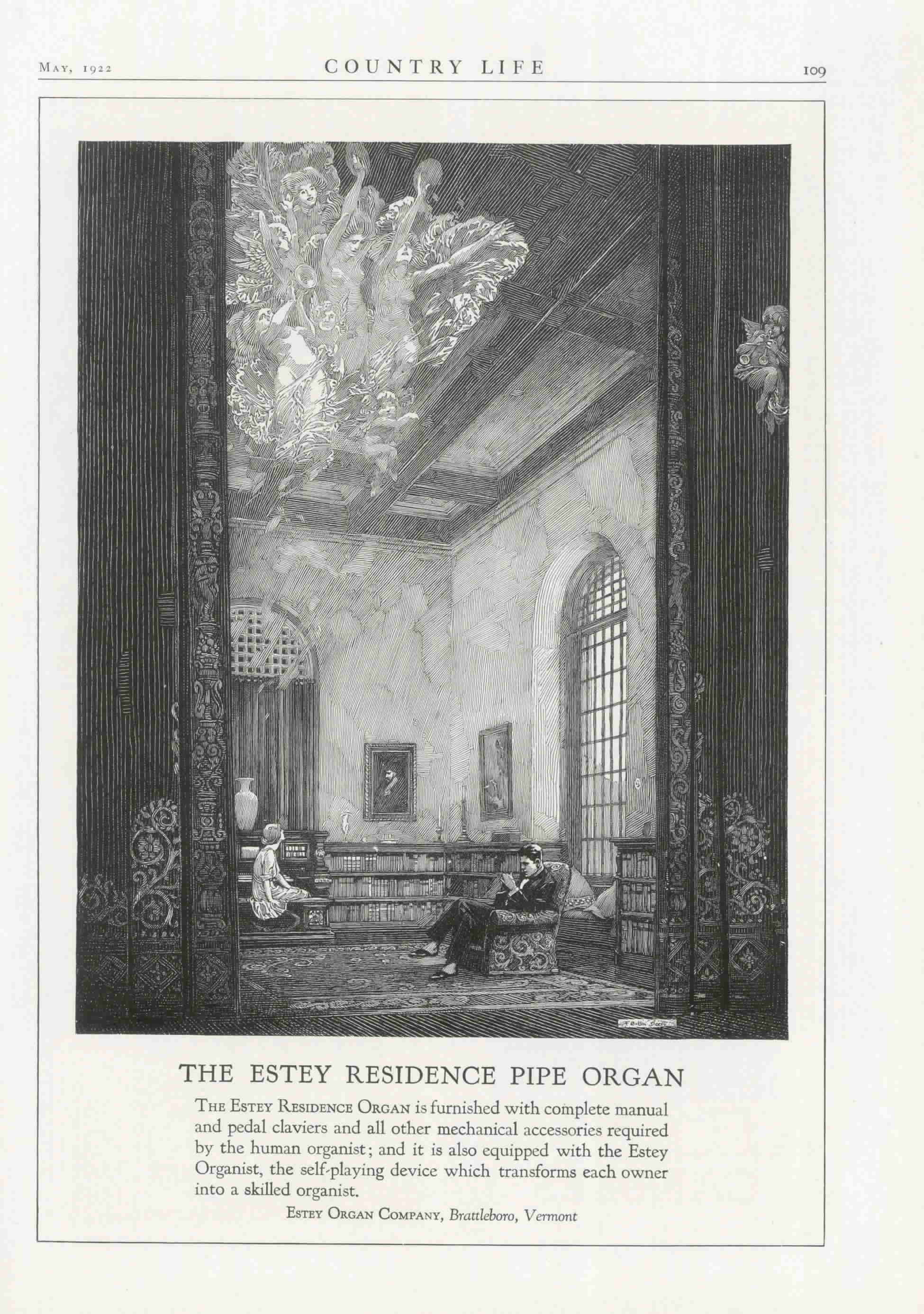
1922年5月
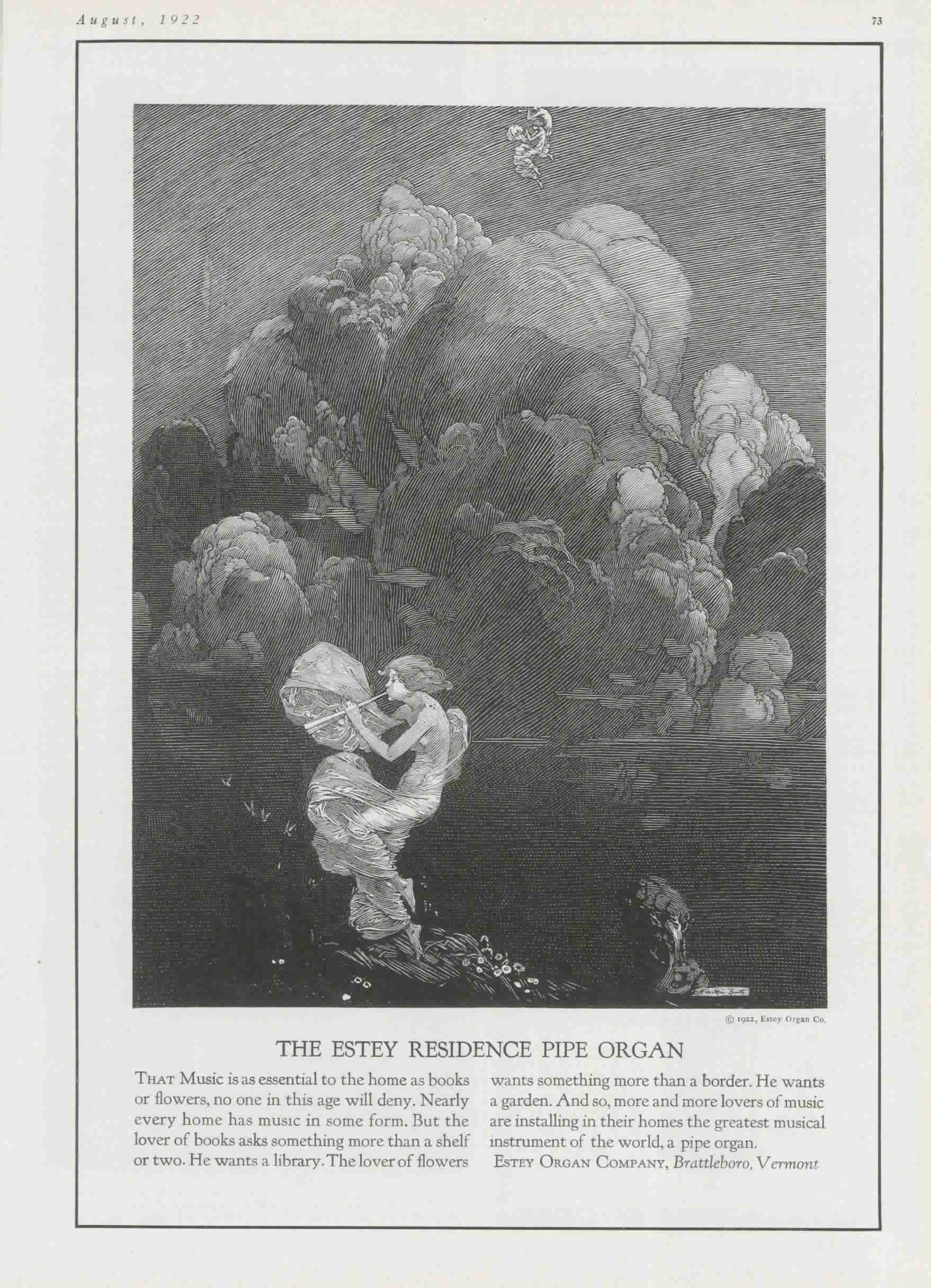
同年8月
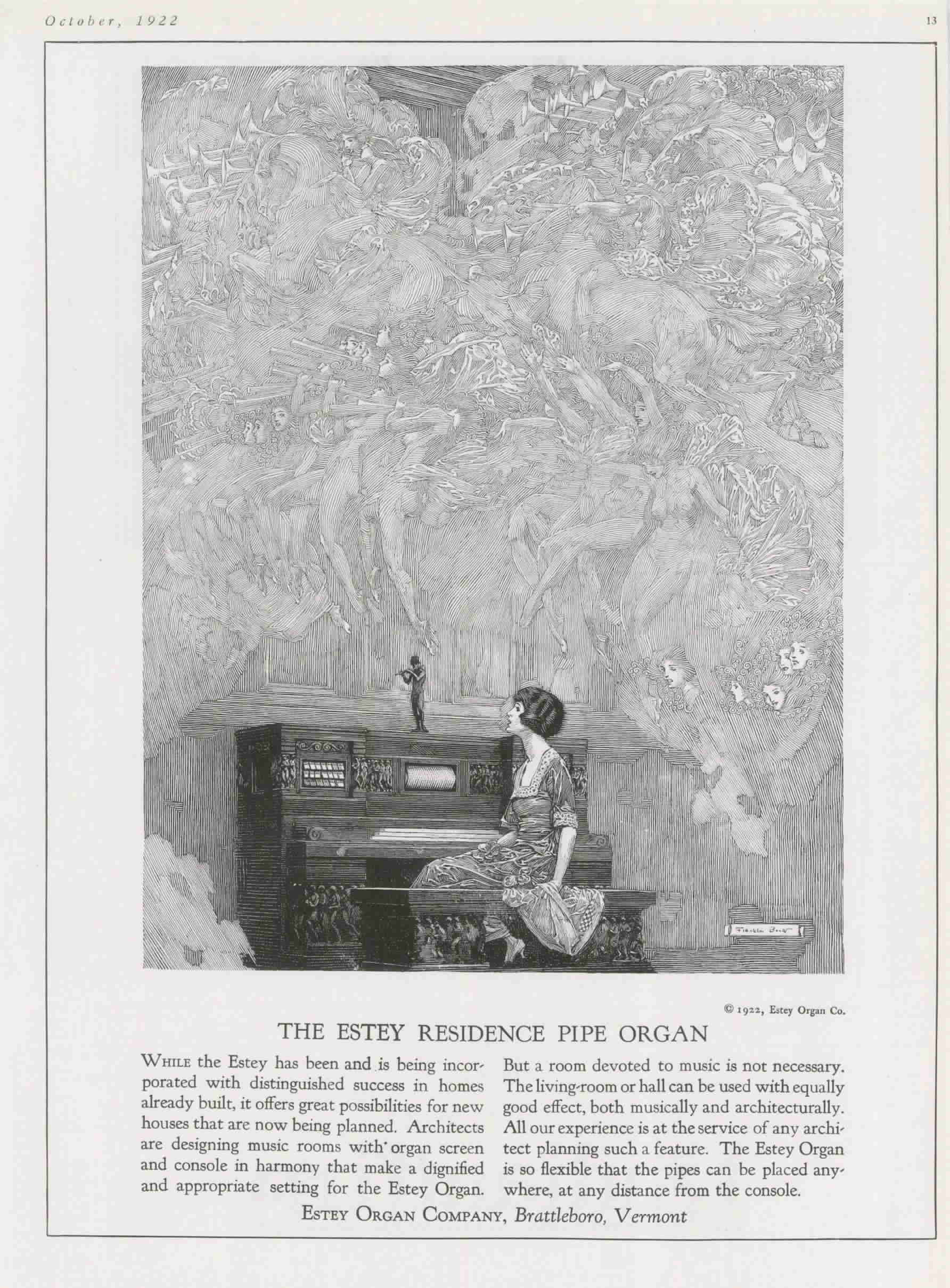
同年10月
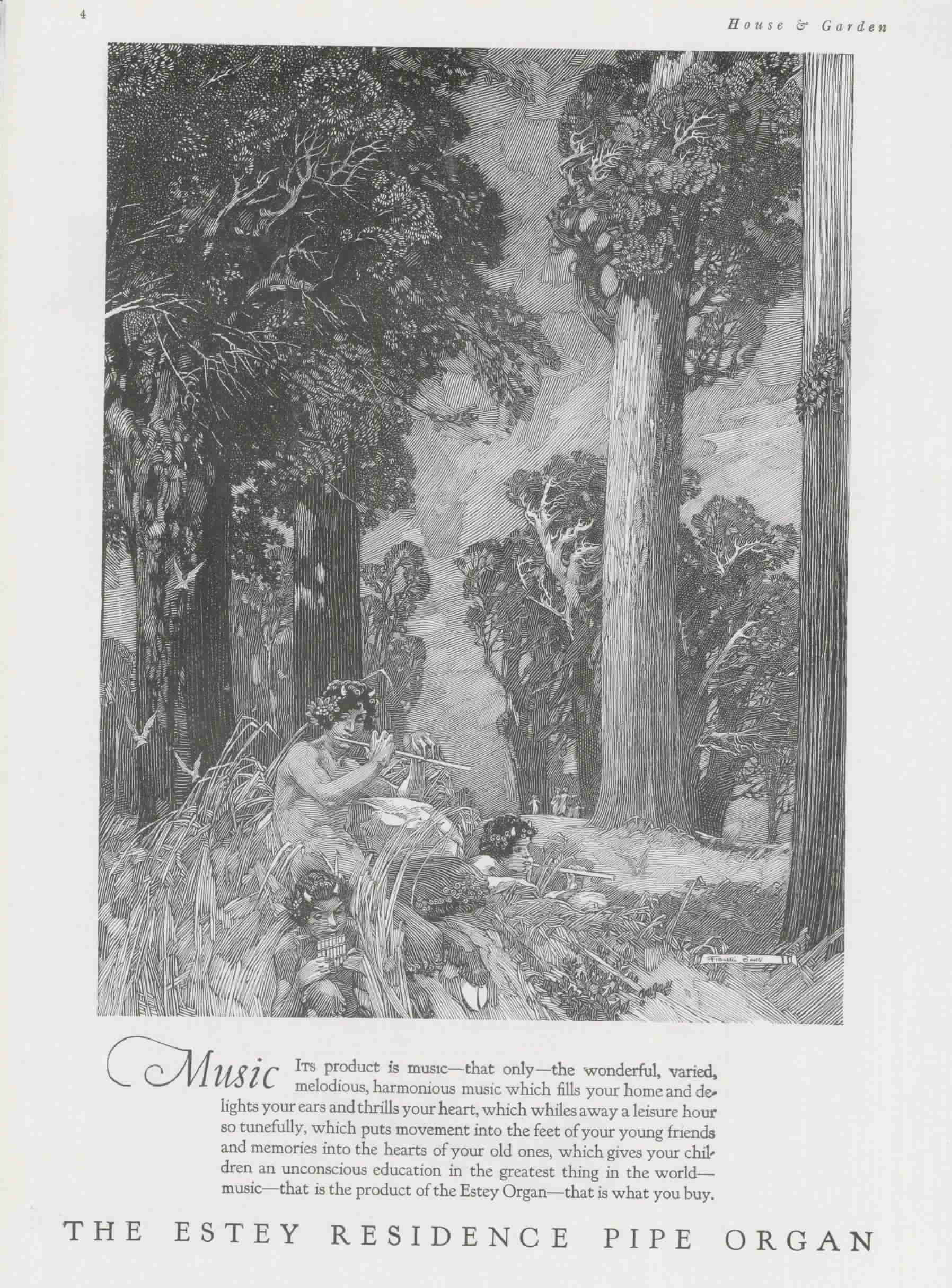
同年12月

## 作品集・評伝
- Auad, Manuel, ed (November 2006). Franklin Booth: American Illustrator. Auad Pub. ISBN 978-0966938142
- Fleskes, John; Krenkel, Roy G. (August 2007). Franklin Booth: Painter With a Pen. Flesk Pubns. ISBN 978-0972375801
- Rugh, Thomas, ed (July 2012). Franklin Booth’s Art and Life: The Colors of Black Lines. Amazon Kindle
- Carter, Alice (November 2022). Fleskes, John. ed. Franklin Booth: Silent Symphony (Paperback). Flesk Publications. ISBN 978-1640410619